# Sol Oscuro
Sol Oscuro (Dark Sun en inglés) es un universo de ficción que constituye un escenario de campaña para el juego de rol Dungeons & Dragons. Su primera aparición fue publicada por la editorial TSR, Inc. en Estados Unidos en 1991 bajo la forma de un suplemento en formato de caja para la segunda edición de Advanced Dungeons & Dragons. La editorial española Ediciones Zinco lo tradujo entonces en 1993 en formato de libro.

## El universo deSol Oscuro
El universo de ficción de Sol Oscuro se sitúa en un planeta llamado Athas. En otro tiempo verde y cubierto de océanos el sol de Athas empezó un día a entrar en una fase de cambios que aumentaron la temperatura y la sequedad de Athas, convirtiendo al planeta en un gran desierto.